# 德克萨斯大学奥斯汀分校建筑学院

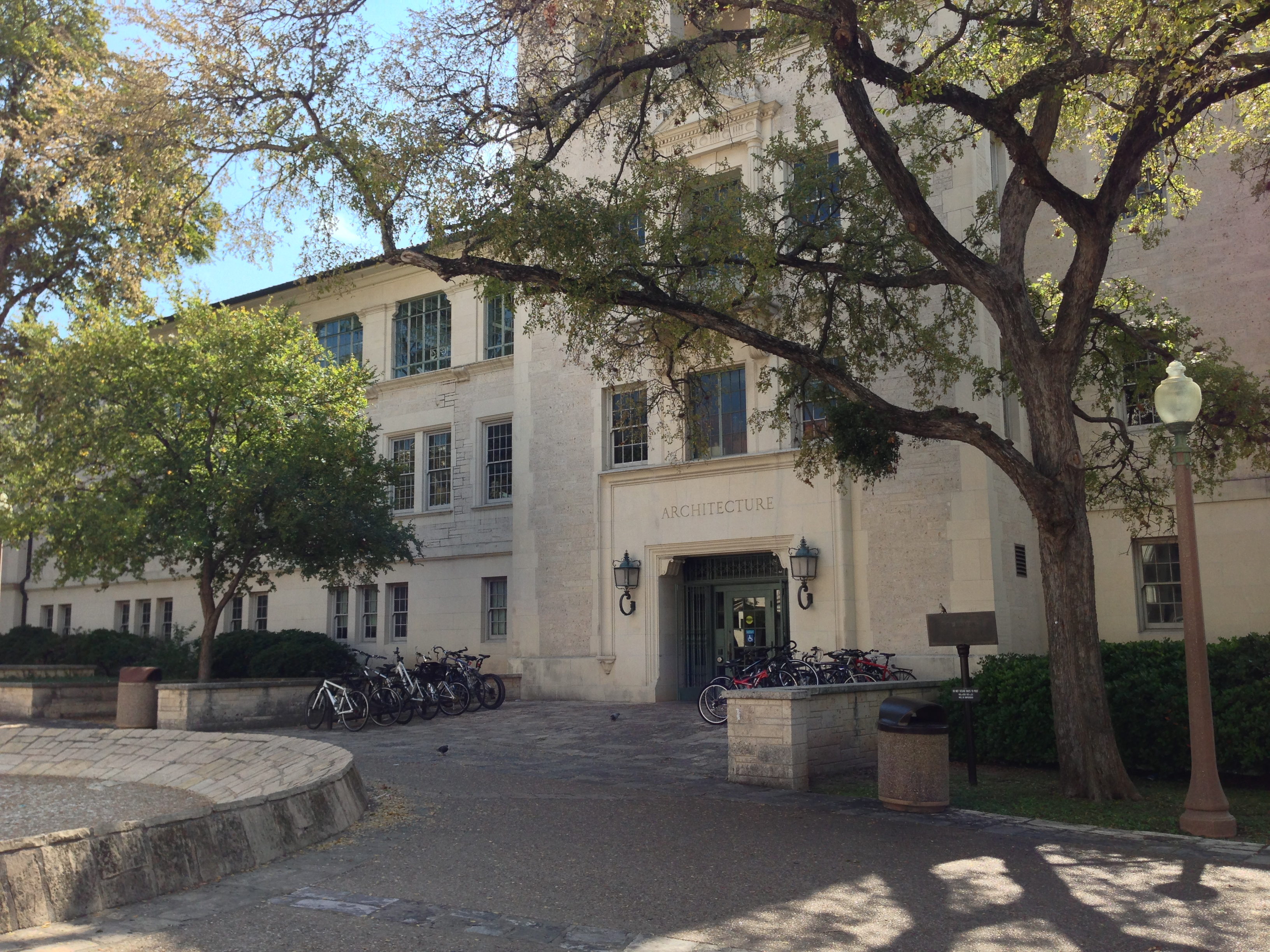
位于West Mall区域的高士堂（Goldsmith Hall）

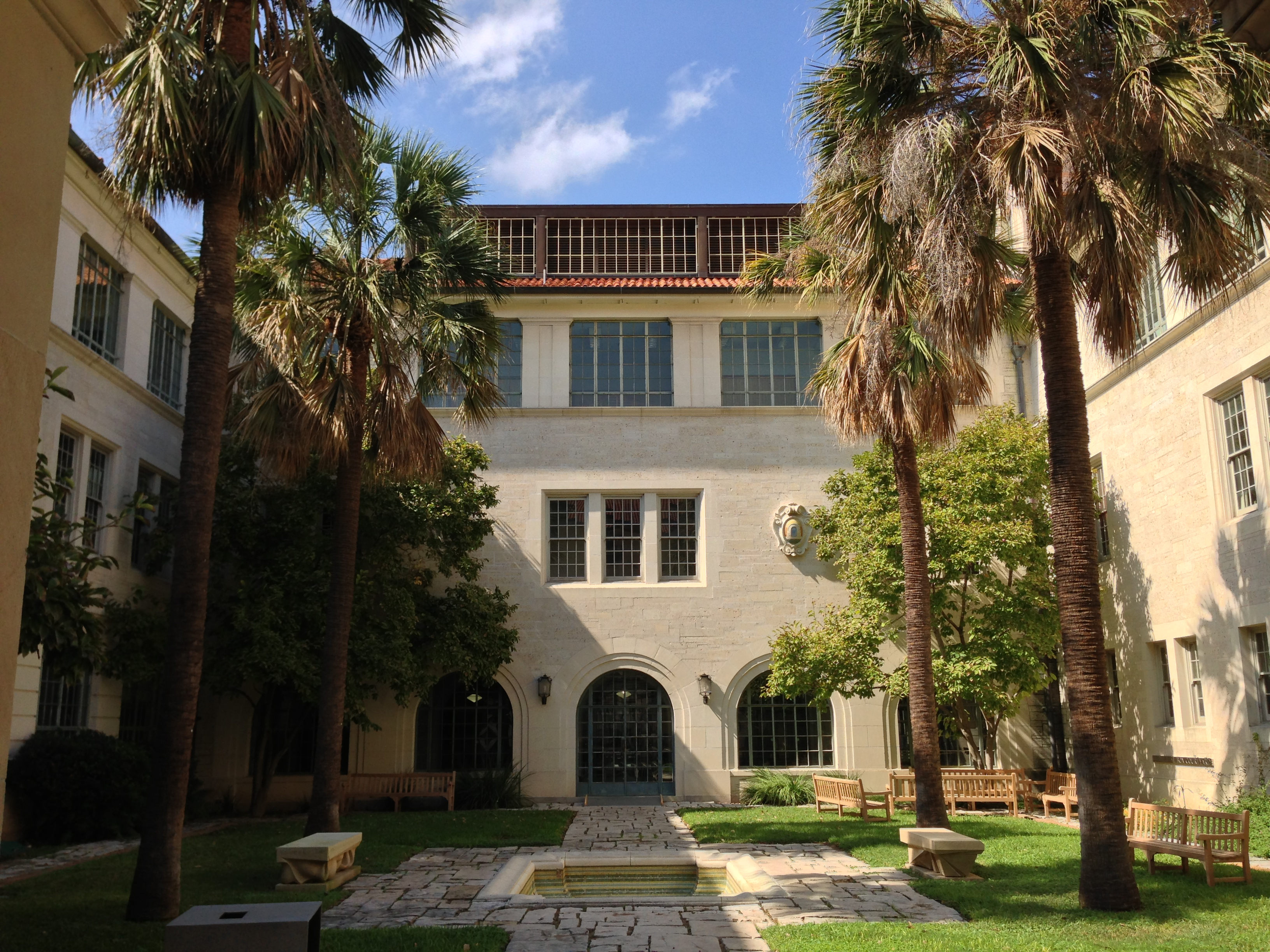
位于高士堂(Goldsmith Hall) 内部的Eden & Hal Box Courtyard

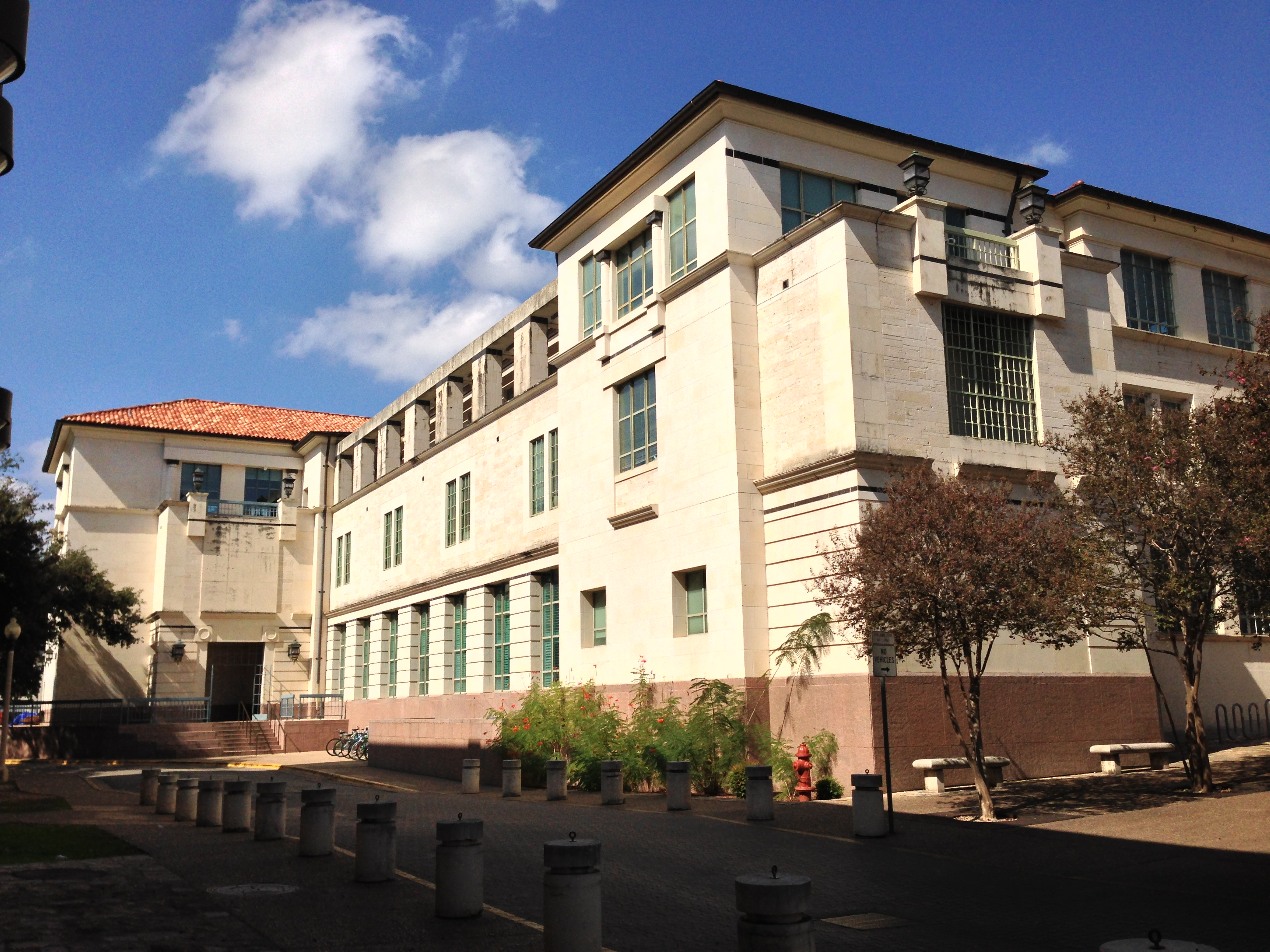
从校内大道(Inner Campus Drive) 看高士堂(Goldsmith Hall)

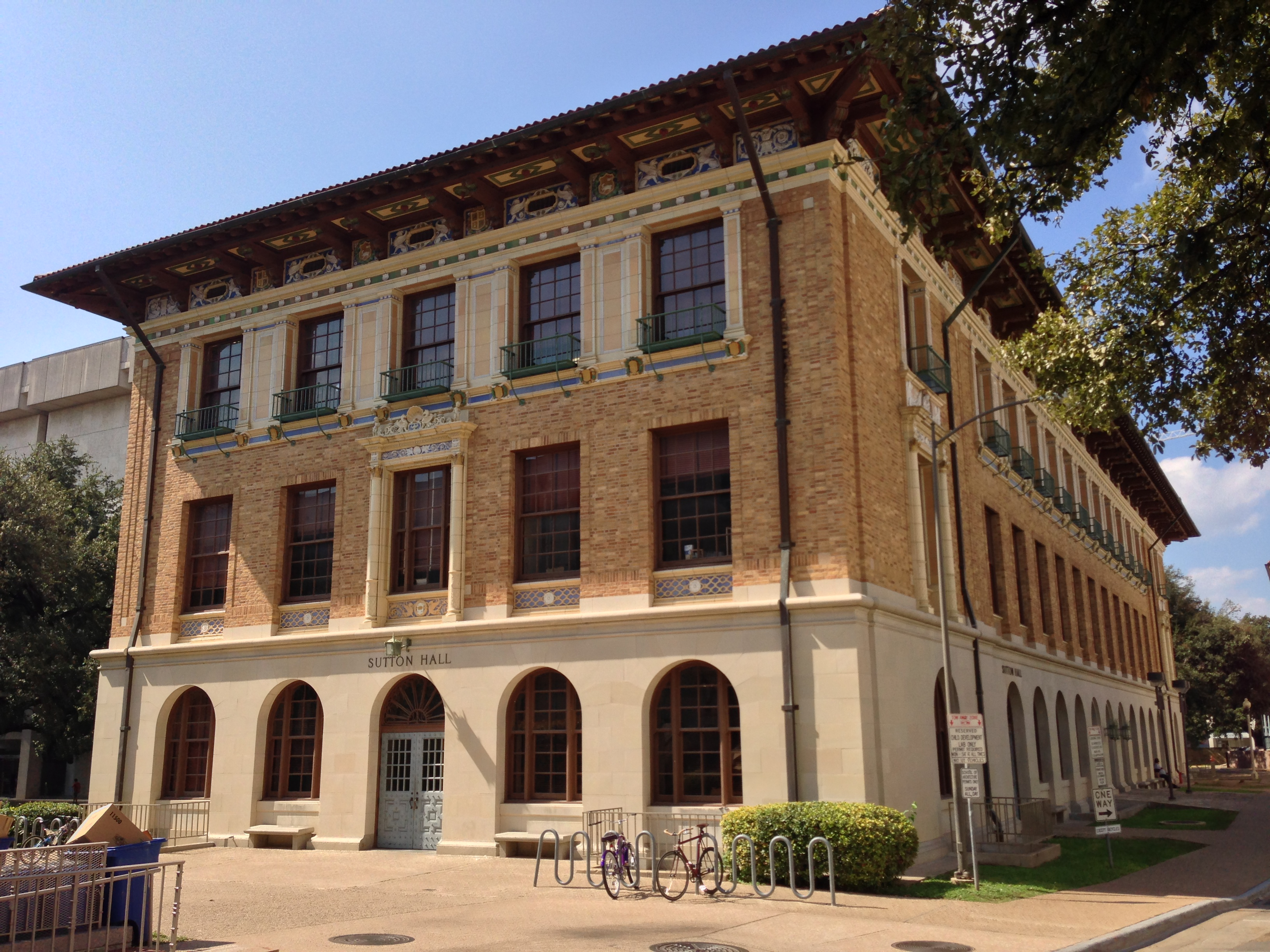
从校内大道(Inner Campus Drive) 看萨顿厅(Sutton Hall)

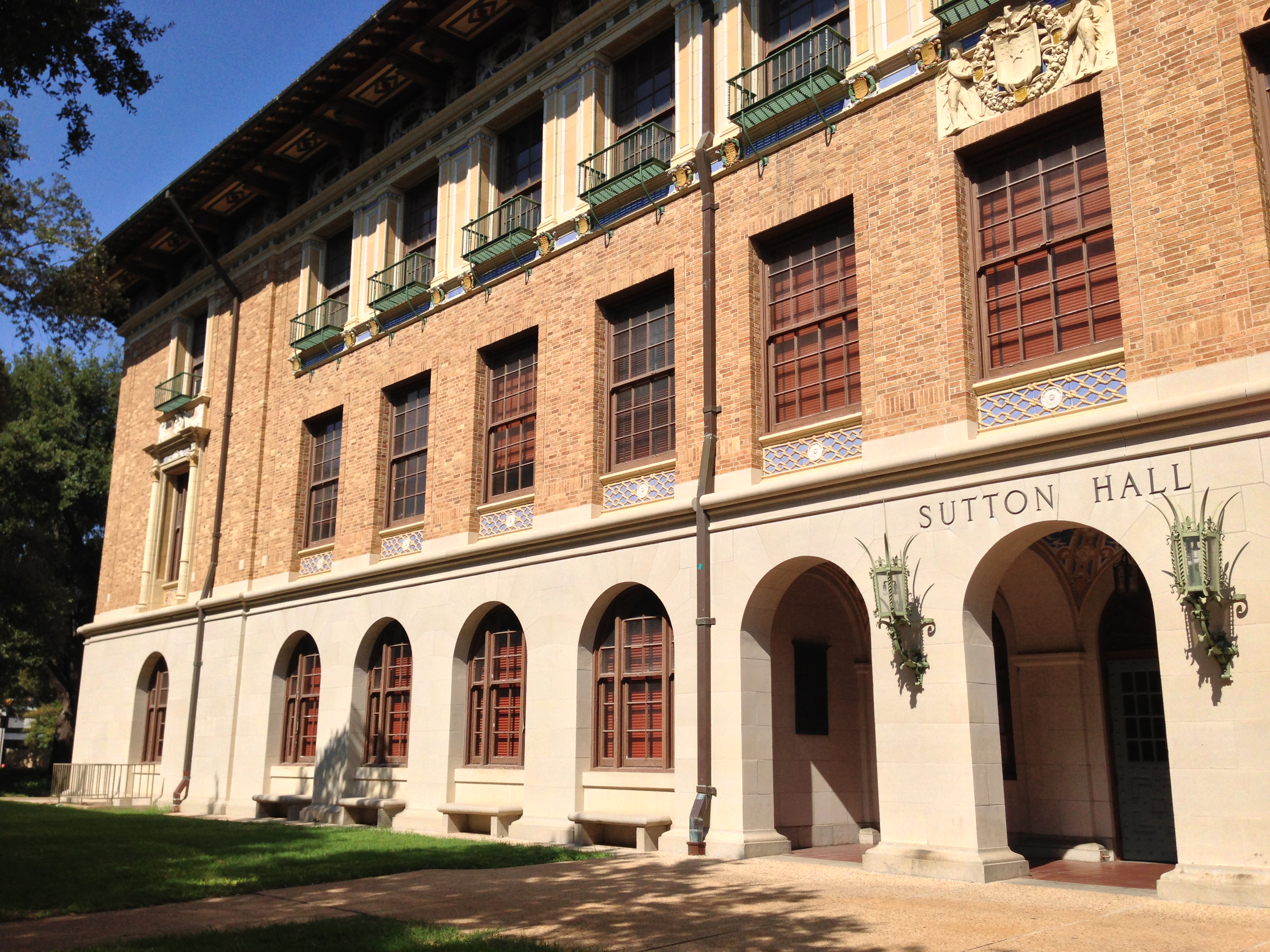
萨顿厅(Sutton Hall)南侧

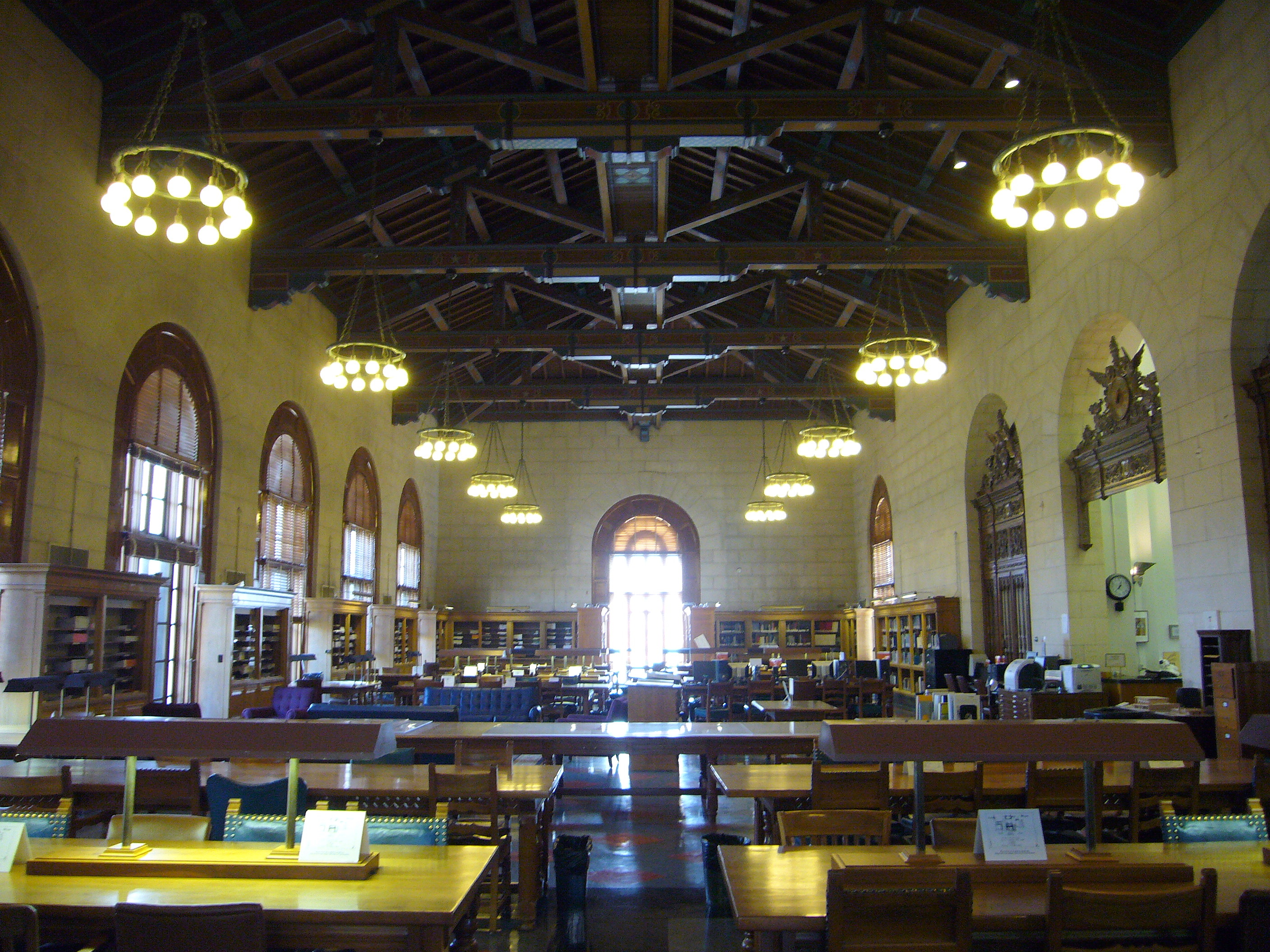
巴特尔厅(Battle Hall) 内部的建筑与规划图书馆

德克萨斯大学奥斯汀分校建筑学院 (UTSOA) 是德克萨斯大学奥斯汀分校所属的一个学院, 其主要的建筑设施及场所位于在德克萨斯州奥斯汀市的大学主校区。 
UT建筑学院的目前临时院长是Elizabeth Danze。在2016年，该学院前院长弗雷德里克“弗里茨”斯坦纳由于大学实施了德克萨斯州政府法典411.2031而离职，此法典也被称为“校园携枪法案”。在此法案影响下，人们能够隐蔽地将手枪带进高等教育机构的校园中。

UT建筑学院拥有近700名研究生和本科生、约65个全职教师和35个辅修和兼职教师。学生/教师比例为10: 1。学校有五名教师是罗马研究员，包括兼职教授科尔曼·柯克，副教授霍普·Hasbruck，米尔卡·贝内斯，Nichole Wiedemann和文森特·斯奈德。
1. ↑  Saffron, Inga. . The Philadelphia Inquirer. February 29, 2016  [2017-02-24]. （原始内容存档于2016-10-11）.